# Nagurus tahitiensis
Nagurus tahitiensis är en kräftdjursart som först beskrevs av Jackson1935.  Nagurus tahitiensis ingår i släktet Nagurus och familjen Trachelipodidae. Inga underarter finns listade i Catalogue of Life.